# Папороть Барнслі

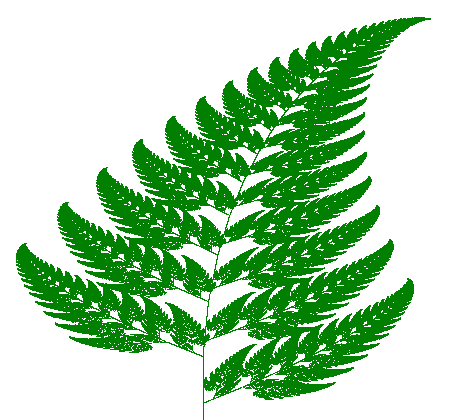
Папороть Барнслі побудована за допомогою VisSim

Папороть Барнслі — фрактал, названий на честь британського математика Майкла Барнслі, вперше описаний у його книзі «Фрактали всюди» (англ. Fractals Everywhere) .

## Історія
Папороть Барнслі — це базовий приклад множини самоподібності, тобто математичного об'єкта, що збігається з частиною себе.

## Побудова
Папороть Барнслі використовує чотири афінних перетворення. Формула одного перетворення має такий вигляд:
{\displaystyle f(x,y)={\begin{bmatrix}a&b\\c&d\end{bmatrix}}{\begin{bmatrix}x\\y\end{bmatrix}}+{\begin{bmatrix}e\\f\end{bmatrix}}}